# 威爾遜 (阿肯色州)
威爾遜（英語：Wilson）是一個位於美國阿肯色州密西西比縣的城市。

## 地理
威爾遜的座標為35°34′04″N 90°02′37″W / 35.56778°N 90.04361°W，而該地的平均海拔高度為73米（即240英尺）。

## 人口
根據2020年美國人口普查的數據，威爾遜的面積為2.73平方千米，當中陸地面積為2.71平方千米，而水域面積為0.02平方千米。當地共有人口766人，而人口密度為每平方千米280人。